# Operazione Tulip
L'operazione Tulip, nota anche come operazione Nicety, è stata un'operazione congiunta del LRDG (Long Range Desert Group) britannico e della Sudan Defence Force avvenuta nel settembre 1942 presso l'oasi di Gialo, nell'ambito dell'offensiva britannica contro le guarnigioni dell'Asse in cirenaica, durante la campagna del Nordafrica (operazione Agreement).
Il raid venne ideato allo scopo di conquistare l'oasi come base d'appoggio per sostenere i raid su  Bengasi (operazione Snowdrop), Tobruch  (operazione Daffodil) e Barce (operazione  Hyacinth); preavvisata dell'assalto, la guarnigione italiana riuscì a respingere gli aggressori: le perdite inglesi ammontarono a più di 61 uomini tra morti, feriti e dispersi, inclusi dieci membri del Long Range Desert Group.